# Kaori Muraji
Kaori Muraji (Tóquio, 14 de abril de 1978) é uma guitarrista japonesa.